# Jacobinisme
Ne doit pas être confondu avec Jacobitisme.
 (avril 2018).
 (juillet 2012).
- Si vous ne connaissez pas le sujet, laissez ce bandeau (vous pouvez alors contacter les auteurs).
- Si vous supprimez le contenu mis en cause (vous pouvez préalablement contacter les auteurs),

argumentez précisément cette suppression dans la page de discussion
(un manque de référence n'est pas un argument ; une recherche réelle de référence doit avoir été effectuée, être formellement documentée).
Le jacobinisme est un concept qui renvoie à des principes politiques défendus pendant la Révolution française, tels la liberté et l'égalité, ou encore la souveraineté populaire, puis, plus tardivement, l'unité et l'indivisibilité de la République française. On ne peut en revanche en aucun cas parler d'une doctrine ou d'une idéologie jacobine, ni d'un système jacobin, tant les sociétés jacobines affiliées entre elles ne formaient pas un réseau homogène. Leurs membres sont appelés les jacobins. Le mot "jacobinisme" tient son nom du club des Jacobins, dont les membres s'étaient établis pendant la Révolution française dans l'ancien couvent des Jacobins à Paris.
Le jacobinisme n'est pas une idéologie, mais pourrait être défini comme une tendance (elle-même traversée par différents courants) développée et mise en application lors de la Révolution française de 1789. Le point de convergence de tous les courants du jacobinisme serait probablement une attitude ouvertement anti-absolutiste et une volonté de réaliser les principes portés par les patriotes. Si les termes de l'historien François Furet dans Penser la révolution française laissent supposer qu'il y aurait une doctrine jacobine clairement identifiable (« le jacobinisme est à la fois une idéologie et un pouvoir : un système de représentations et un système d’action »), la recherche historique universitaire a au contraire démontré qu'il n'en était rien. Ainsi, les historiens Michel Biard et Pascal Dupuy relèvent-ils : « Toutes ces sociétés ne forment pas un ensemble très cohérent, loin de se soumettre à une direction politique. L'on ne saurait valablement parler d'un "bloc jacobin" appuyé sur un réseau homogène de sociétés populaires ». Ils relèvent néanmoins une « unification politique des comportements et des objectifs […] dans la République de septembre 1793 à juillet 1794 », soit sur une très courte période et pour répondre à la nécessité du temps.
L’historiographie révolutionnaire considère généralement que la sociabilité politique, portée notamment par les clubs jacobins, sociabilité qui voit l'entrée massive d'un nouvel acteur dans les affaires de la Cité, le peuple, est l’un des phénomènes majeurs de la Révolution.
Le mot jacobinisme désigne aujourd'hui, et par abus de langage, une doctrine qui tend à organiser le pouvoir de façon administrative (bureaucratie) et centralisée (centralisation), ce qui en fait l'adversaire du régionalisme et du fédéralisme[réf. souhaitée]. L'usage moderne du mot jacobinisme est cependant anachronique, sans rapport avec le sens du mot que l'on renvoie à la Révolution française et durant laquelle il n'est jamais utilisé. En effet, le réseau jacobin, pendant cette période, était une réaction aux enjeux particuliers de l'époque, sans rapport avec les enjeux contemporains de centralisation. Pour n'en retenir que la philosophie, on pourrait aussi entendre le jacobinisme aujourd'hui comme une doctrine opposée aux politiques communautaires, qui tendraient, par exemple, aux divisions internes.
Comme mouvement historique, le jacobinisme peut s'apparenter :
- au joséphisme au XVIIIe siècle en Autriche
- au centralisme démocratique au XXe siècle en URSS

## Origine du club des Jacobins
Dès les tout premiers jours de juin 1789, avant que les trois ordres ne soient réunis en un corps délibérant, une société de pensée regroupa des délégués du Tiers état qui se réunirent lors de la rédaction des cahiers de doléances. Elle prend le nom de Club breton car elle est animée par plusieurs députés issus du parlement de Bretagne, mais aussi par Armand Le Camus, Guillotin, Isaac Le Chapelier, tous trois signataires du cahier de doléances de Paris. L’action du Club breton (qui avait déjà commencé à tenir séance le 30 avril 1789) vise alors à discuter des affaires en cours avant les débats à l’Assemblée dans le but de permettre aux députés du "parti patriote" de s'organiser. Le club se caractérise concrètement, et dans un premier temps, dans l’homogénéité des votes que vont émettre les députés du Tiers qui vont alors essayer de parler d'une seule voix. Il faut toutefois rester prudent quant à l'usage du terme "parti" qui ne peut être compris comme les institutions que nous connaissons aujourd'hui, avec une ligne idéologique clairement définie et une discipline de vote.
Après les Journées d’octobre 1789 (5 et 6), la Société s’installe dans la bibliothèque du couvent des Jacobins, rue Saint-Honoré à Paris et prend le nom de « Société des Amis de la Constitution ». Commence alors véritablement l’histoire du Club et de ses affiliés. On a l’habitude de diviser cette histoire en trois périodes (selon Michelet). Certains historiens comme Claude Mazauric refusent cette périodisation car elle correspond trop aux trois Assemblées successives (Constituante, Législative et Convention). Dès l'été 1789, de nombreuses sociétés des Amis de la Constitution se créent dans toute la France et s'affilient entre elles ; les historiens Jean Boutier et Philippe Boutry écrivent : « Au 31 décembre 1790, la France compte déjà plus de 300 sociétés […] l'an II, avec ses quelque 3500 créations (qui font suite aux 517 créations de janvier à septembre 1793), marque l'explosion généralisée de la sociabilité politique révolutionnaire ». Il est donc important de constater l’évolution de la Société et de ses clubs affiliés, dans le temps, dans les villes et les campagnes, et comprendre comment le réseau jacobin, totalement décentralisé, en est venu à être hégémonique politiquement dans le pays, sans ne jamais être lui-même une institution gouvernementale.
Quand la Société s’installe dans le couvent des Jacobins, elle regroupe 200 députés de tendances diverses. Son premier président est le député breton Isaac Le Chapelier. On y trouve aussi ce qui va former le triumvirat, Barnave, Duport, les frères Lameth et des députés de la gauche comme Robespierre, ainsi que tous ceux que l'on appellera plus tard les Girondins.
Ce qui va faire la force de cette Société, et va la rendre dangereuse pour l’Assemblée constituante dès lors que modérés et monarchistes votent ce que les patriotes qualifient de "lois et décrets anticonstitutionnels", c’est bel et bien l'étendue de son réseau. Si d’emblée, elle entend se comporter comme la cellule mère de tout un essaim de groupements similaires, dont chaque chef-lieu de département doit posséder sa réplique en une organisation calquée au plus près sur la sienne, la pratique révèle au contraire que les sociétés du pays n'entendent pas se faire dicter leur conduite, générant parfois même des tensions entre elles (Aix, Marseille, Pertuis). Les Jacobins vont dès les premiers temps de la Révolution dépêcher dans tout le pays ce que l'historien Jacques Guilhaumou a identifié comme des "missionnaires patriotes", diffusant les principes de la Déclaration des Droits de l'Homme et du Citoyen, alertant contre les "lois et décrets anticonstitutionnels" et mobilisant les révolutionnaires contre les coups de force de leurs adversaires politiques.

## Évolution du terme et du concept: de la Révolution au centralisme
Le jacobinisme fait partie des concepts clés de la Révolution française, même si le mot n'est pas usité alors et bien que l'on ne pût identifier clairement une doctrine jacobine. Comprendre la période révolutionnaire "par le bas" nécessite que l’on étudie le phénomène exponentiel de la sociabilité politique dont furent les jacobins et leurs actions.

### Principes politiques esquissés par les Jacobins au cours de la période révolutionnaire
Leurs idées sont modérées au départ. En effet, les membres de la Société préconisent une monarchie constitutionnelle libérale mais non démocratique (les Jacobins sont tous des citoyens actifs : des bourgeois qui paient une cotisation annuelle élevée de 24 Livres françaises). À ce propos, l'historien Albert Mathiez, dans son ouvrage consacré aux Cordeliers, qui se situaient à la gauche des Jacobins, notait : « Même quand il s'ouvre aux simples particuliers, l'élément parlementaire continue d'y [au club des Jacobins] prédominer. Les cotisations élevées exigées à l'entrée en éloignent les petits bourgeois. Les jacobins doivent à leur recrutement d'être un club parlementaire et bourgeois et à leur organisation d'être un club national ».
Leurs positions, cependant, ont tendance à se durcir par la suite, fin 1790 début 1791. Face à une contre-révolution (émigrés et prêtres réfractaires) se faisant agressive et à une Assemblée constituante aux mesures trop timorées, les Jacobins se présentent comme plus dynamiques et accueillent les revendications du peuple.
Les dissensions internes éclatent lors de la crise qui suit la fuite de Louis XVI et son arrestation à Varennes. Les plus modérés, qui craignent l’action directe, quittent le Club pour le couvent des feuillants. Pour autant, le club retire le 16 juillet son appel à la République des pétitions amorcées le 15, quand les Cordeliers maintiennent la leur et appellent à la signer sur le Champ-de-Mars le 17 juillet 1791, avant de se faire massacrer par la Garde-Nationale commandée par La Fayette, sur ordre du maire de Paris Bailly. Restent en septembre 1791 parmi les élus de l'Assemblée constituante Robespierre, Pétion, l'abbé Grégoire, Dubois-Crancé, Anthoine, Roederer. Les sociétés affiliées témoignent une fidélité générale à la société mère. Désormais l’esprit du Club sera radicalement transformé. Robespierre exerce dorénavant une influence grandissante au sein de la Société, il va la rendre plus vivante, plus offensive que jamais en lui redonnant de la vigueur. D'autres patriotes, comme Brissot et les futurs Girondins, y demeurent néanmoins dominants. En décembre 1791, on compte 1250 sociétés affiliées. Par ailleurs, l'élection de la nouvelle Assemblée, la Législative, a vu l'entrée de 136 députés qui forment la gauche de cette monarchie constitutionnelle ; tous sont membres du club des Jacobins et la majorité se réunit autour de Brissot. Ces députés jacobins sont donc "brissotins" (girondins). Ils comptent également dans leurs rangs des personnalités comme Condorcet ou Vergniaud.
Le 12 octobre 1791 les Jacobins ont décidé d’installer des tribunes dans la salle des séances, l’introduction de spectateurs au Club favorise les solutions les plus radicales. Cependant, c'est le débat sur l'opportunité de la guerre offensive qui amène une deuxième crise grave. Les Girondins y plaident la nécessité de la guerre offensive, notamment pour contraindre Louis XVI à sortir de l'équivoque politique. Quelques-uns des futurs Montagnards, tels Robespierre, Billaud-Varenne ou Marat, s'y opposent, en vain.
Le Club joue un rôle occulte dans la journée du 10 août (un certain nombre de ses membres vont siéger dans les organismes révolutionnaires : commune de Paris, tribunaux, etc.). Cependant de juillet à septembre 1792 le Club semble perdre un peu de son influence.
Selon l'universitaire spécialiste du républicanisme français Brigitte Krulic, le rapport des Jacobins à l’État-nation et à la centralisation est lié à leur rousseauisme et à la place dans leur vision de l'universalisme républicain. Suivant la pensée de Jean-Jacques Rousseau, la loi est l'expression d'une volonté générale formée par la raison des citoyens égaux, et pas par des corps constitués, des "factions" ou des groupes d'intérêt. Le concept de nation, communauté politique souveraine et indivisible faite de citoyens égaux correspond alors à cette conception. Cette approche rejoint un attachement des jacobins à l'universalisme, qui doit être mis en œuvre via l'égal rapport de tous à un seul et même État, à une loi commune. Ce rapport entre universalisme et nation est explicitement assumé par le jacobin Camille Desmoulins lorsque celui-ci déclare "Nous ne sommes plus de Chartres ou de Montlhéry, nous ne sommes plus Picards ou Bretons, nous ne sommes plus d'Aix ou d'Arras, nous sommes tous français, tous frères", pastichant ainsi les formules utilisées par saint Paul pour proclamer l'universalisme chrétien. Cependant, Jacques Guilhaumou, historien du discours, a mis en évidence l'impossibilité d'assimiler jacobinisme et centralisation, évoquant même, notamment pour le cas de la Provence, un "fédéralisme jacobin". Dans Marseille républicaine (1791-1793), il note que : « l’opposition classique entre le « centralisme parisien » et les réalités régionales, qui plus est entre le « centralisme jacobin » et le « fédéralisme girondin », n’est plus valide, en dépit de sa fortune historiographique. Les travaux récents lui ont fait perdre toute valeur explicative. » Cele ne contrevient cependant en rien à l'attachement à l'unité et l'indivisibilité de la République. Le projet politique ainsi constitué se heurte donc à l'existence de corps constitués et aux sentiments d'appartenance particuliers au sein de la nation. L'héritage politique jacobin s'oppose en cela aux revendications régionalistes ou communautaristes, et est encore réactivé dans les débats entourant ces questions. Au-delà des discours politiques, des décisions du Conseil constitutionnel interdisant les statistiques ethniques ou restreignant la reconnaissance et l'enseignement des langues régionales au nom de l'indivisibilité de la République peuvent ainsi être reliées au jacobinisme.
Le jacobinisme comprend un attachement aux principes de droits de l'homme. Cela est illustré par le texte de la Déclaration des droits de l'homme et du citoyen de 1793, dans lequel est très impliqué la figure jacobine et député montagnard Saint-Just. L'universalisme de la Déclaration de 1789 y est à nouveau exprimé, puisque sont déclarés les droits d'un "Homme" abstrait et pas seulement des citoyens, tandis que les libertés politiques présentes dans le texte précédent sont reprises mot pour mot et accrues (concernant les libertés de manifestation et de réunion). Le texte de 1793, porté par les Montagnards, ajoute en revanche à ces libertés politiques l'introduction de droits sociaux, la souveraineté populaire, un républicanisme explicite et le devoir d'insurrection pour résister à l'oppression. L'engagement des jacobins dans la défense des droits humains les conduira à jouer un rôle important dans l'abolition de l'esclavage. Si, par sa composition encore hétéroclite, le club avait été divisé sur cette question en 1791, nombre de ces membres s'étaient déjà engagés dans une dénonciation virulente de l'esclavage et du "lobby colonial" alors dominant: c'est le cas de l'abbé Grégoire, de Marat (auteur de Les chaînes de l'esclavage) mais aussi de Maximilien de Robespierre, qui exprime alors l'exigence fondamentale qu'est pour lui cette abolition via sa célèbre formule "Périssent les colonies plutôt qu'un principe". Cet engagement marque l'action des jacobins pendant la période de la Convention, qui aboutit à l'abolition dans une assemblée où le club est à l'apogée de son influence et grâce à l'action de membres comme Danton ou Jean-François Delacroix. Les jacobins compteront d'ailleurs parmi eux le premier député noir de l'histoire de France, montagnard, le député de Saint-Domingue Jean-Baptiste Belley. Dans un film pédagogique récent (Les Jacobins : des centralisateurs ?) pour la Société des Études Robespierristes (SER), l'historien Côme Simien, maître de conférences à la Sorbonne, met en garde contre les fausses évidences et rappelle que malgré leur influence majeure en l'an II, "les clubs jacobins ne furent jamais des organes légaux de pouvoir." Notons que la question est alors ouvertement posée : "Le jacobinisme existe-t-il ?" L'historien le précise : "On chercherait en vain […] une idéologie spécifique, construite, unique et consciente qui s'appellerait, le jacobinisme".
En matière socio-économique, le jacobinisme finit par se distinguer des autres courants révolutionnaires et se montre sur certains points avant-gardistes. Les premiers temps de la Révolution avait été marqués par des réformes libérales relevant d'une doctrine du laisser-faire, notamment portée par le décret d'Allarde et la loi Le Chapelier. Cette dernière, qui supprime les guildes et corporations, peut elle-même se rapprocher de la doctrine d'égalité de tous devant la loi et de suppression des corps particuliers du club des Jacobins (dont Isaac le Chapelier est d'ailleurs fondateur). Mais le club va ensuite devenir le cadre d'élaboration de doctrine visant à dépasser ce laisser-faire pour construire un État social. La théorisation de cet aspect a été particulièrement poussée par le député jacobin Bertrand Barère, qui présente à la Convention, le 11 mai 1794, un "rapport sur la bienfaisance nationale". Celui-ci débouchera le jour-même sur un décret relatif à "l'extinction de la mendicité des campagnes" et sur un grand projet intitulé "Livre de la bienfaisance nationale". Le texte du rapport propose de rompre radicalement avec l'approche par la charité, jusque-là employée pour pallier les difficultés sociales en prenant appui sur les structures de l’Église, pour lui substituer une approche basée sur les droits sociaux et l'assistance publique. Est affirmé le devoir de la République d'agir contre les différentes situations de dépendance qui peuvent advenir au cours de la vie, selon une philosophie qui évoque le futur État social et sa description par Beveridge comme protégeant "du berceau à la tombe". Barère y présente aussi la solidarité nationale comme le moyen d'éradiquer une mendicité par nature "incompatible avec le gouvernement populaire" et une nécessité pour concrétiser les valeurs de liberté et d'égalité proclamées par le régime. Une analyse analogue est portée par l'historien Fabrizio Calorenni dans son ouvrage consacré à Saint-Just : « Aussi du point de vue économique, les Jacobins présentaient une pensée bien structurée dont les racines reposaient fondamentalement sur une forme de ‘’libéralisme égalitaire’’, caractérisé par l’affirmation politique et sociale de l’idée d’une égalité qui est la volonté de donner vie à une conception de la liberté qui n’est pas seulement réservée à la classe possédante mais aussi, au contraire, pouvait être la plus ample possible ».
Le volet social du jacobinisme se retrouvera également dans des mesures votées par la Montagne comme la loi du maximum, régulant le prix des marchandises de première nécessité (et ne se limitant pas aux grains) pour en garantir l'accès aux classes populaires, ou encore dans des textes comme la déclaration des droits de 1793 ou la constitution de 1793 qui prévoient l'assistance publique et la garantie de l'accès à des services publics comme l'instruction (art. XXII). Il faut relever que de telles mesures étaient réclamées par nombre de sociétés populaires depuis 1790, tels les Cordeliers à Paris ou les Antipolitiques d'Aix. Ces revendications sociales, inédites et d'ailleurs annihilées avec la perte d'influence des Jacobins suivant le 9 thermidor an II, préfigurent le développement de l'Robespierre a dorénavant
social mais aussi, à travers leur association au républicanisme, aux préoccupations sociales et à la recherche de démocratie, des courants du futur socialisme français. Il faut néanmoins relever que cette sensibilité sociale du "jacobinisme" n'est pas une forme de communisme : si elle est critique des inégalités et appelle une intervention des pouvoirs publics, elle ne remet pas en cause la propriété privée (non limitée à la possession des biens matériels) qui demeure garantie par la déclaration des droits de 1793.

### L'hégémonie politique?
Lorsque Brissot et les Girondins sont exclus du club en octobre 1792 du fait de leur refus des mesures sociales et d'exception, les Jacobins incarnent un républicanisme radical dont Robespierre notamment est une figure de proue. Les Jacobins deviennent alors une puissance politique de premier plan. Le 22 septembre 1792, la Société des Amis de la constitution s’était auparavant débaptisée solennellement et avait décidé de se nommer « Société des Amis de la Liberté et de l'Égalité », une nomenclature imitée par les affiliées de toute la France. Le réseau jacobin et plus largement le "mouvement populaire" jouent un rôle d’opposition à la droite de la Convention (Girondins, Modérés), qui tient pour l'heure les affaires. Pour cela, Robespierre et le Club s’appuient davantage encore sur le peuple. D'ailleurs, Jacques Guilhaumou relève : « Pendant l'été 1793, le club [des Cordeliers] conquiert, avec l'aide des délégués de la fête du 10 août, une position hégémonique au sein du mouvement jacobin ». À l'occasion du procès du roi, nombre de sociétés populaires appellent les députés à voter la mort. Néanmoins, ce sont davantage les Cordeliers qui organisent les journées des 31 mai et 2 juin 1793 provoquant ainsi la chute des députés girondins.
Après la disparition des Girondins, les Jacobins et les clubs politiques exercent toujours une pression sur la Convention et une rivalité s'instaure entre les sociétés populaires et le gouvernement révolutionnaire. Il faut du reste rappeler que même si les membres du Comité de salut public sont Jacobins, les comités sont des organes de la Convention, et c'est elle qui conserve le pouvoir. Évidemment, un grand nombre de Montagnards, alors dominants à l'Assemblée, fait aussi partie de la Société des Jacobins. En l’An II, la Commune de Paris est dominée par les Cordeliers (Chaumette, Hébert, ...), mais, après l’élimination des Hébertistes en Germinal An II, la Convention est débarrassée de la menace que faisait peser sur elle l'extrême-gauche. À la fin de Germinal et de la lutte des factions (Hébertistes, Dantonistes) l’unité de l’action législative semble assurer, mais isole et expose politiquement les personnalités politiques jacobines et montagnardes proches de Robespierre.

### Fin du Club
Début 1794, la Société compte 6000 sociétés affiliées dans toute la France et 500 000 membres. Elle n’a jamais été aussi puissante, elle semble arriver au point d’unité que Robespierre espère tant, mais bientôt des oppositions apparaissent au sein du Club que la semi-retraite de Robespierre en Fructidor favorise.
Le 9 Thermidor, le Club se montre impuissant à défendre son chef de file. Il n’a pas su rallier les masses, sorties assommées des exécutions de germinal. Les exécutions des 10-11-12 thermidor déciment l’état-major du Club. Il ne s’en remettra pas, la Réaction thermidorienne se chargera de mettre un terme à l’action du Club, les Jacobins étant considérés comme les uniques instigateurs de la Terreur.
Le 12 novembre 1794, le Club ferme définitivement ses portes sur décision de la Convention Nationale, et d'ici à l'été 1795, les sociétés populaires du pays sont aussi fermées.
Les Jacobins et leurs actions politiques se confondent pour les thermidoriens avec Robespierre, la Terreur et le Comité de salut public (de 1793 au printemps 1794). C’est en partie cette adéquation entre jacobinisme et dictature de Salut Public qui a entretenu une légende noire jacobine après la disparition du Club lors de la réaction thermidorienne.

### Les Néo-jacobins
Sous le régime du Directoire qui se met en place à partir de 1795, une alternative républicaine décrite à l'époque comme notamment « énergique », « terroriste » ou « jacobine » émerge en opposition par rapport à ce que les historiens qualifient de « républicains directoriaux », partisans de ce régime perçu comme un « juste milieu », à la fois opposé aux royalistes et aux démocrates. Cette opposition républicaine et démocrate au régime est décrite comme « néo-jacobine » par les historiens, mais elle demeure hétérogène et divisée, avec néanmoins des références communes comme la Constitution de 1793. Elle se retrouve notamment au sein du Club du Panthéon et dispose de journaux comme Le Tribun du peuple de Babeuf. Ce club est toutefois fermé en 1796, et la répression qui fait suite à la Conjuration des Égaux affaiblit ce courant au profit des conservateurs.
Dès les élections d'avril 1798 les « néo-jacobins » progressent, notamment après la répression des royalistes lors du coup d'État du 18 fructidor an V. Cependant, la loi du 22 floréal an VI annule largement les victoires jacobines. Les républicains « prononcés » parviennent toutefois à revenir en force à la suite des élections de 1799. Cette progression conduit à une vitalité républicaine avec de nombreuses sociétés politiques, dont le Club du Manège à Paris. Des lois de « salut public » sont adoptées, un emprunt forcé est imposé aux plus riches et les anciens nobles et parents d'émigrés sont transformés en otages, ce qui selon l'historien Hervé Leuwers rappelle 1793. La mouvance républicaine revendique le respect des élections, la liberté d'association et la liberté de la presse, ainsi qu'une fiscalité progressive. Toutefois, cette tendance suscite une crainte de la part des « républicains directoriaux » conservateurs, qui cherchent la stabilité politique et le renforcement du régime. Ces derniers organisent alors le coup d'État du 18 Brumaire contre un prétendu « complot jacobin », renversant le Directoire et instaurant le Consulat. Par la suite les jacobins sont réprimés, avec la fermeture de la presse et des clubs.

### Une référence républicaine associée ultérieurement au centralisme
Aux XIXe et XXe siècles, le jacobinisme est accusé par ses détracteurs conservateurs d'être synonyme de dictature révolutionnaire, dictature de la liberté. Cette idéologie est rejetée par les libéraux tandis que les républicains, au contraire, vont puiser à cette source et se référeront toujours aux grands ancêtres jacobins. Après l'installation de la République, en 1880, le jacobinisme entre dans le patrimoine national, mais ce n’est plus qu’un jacobinisme adapté consensuel.
Plus tard, et aujourd’hui encore, le jacobinisme est associé à une conception centralisatrice de la République française, faisant de Paris le lieu essentiel d’exercice du pouvoir, à la différence de ce qui existe dans les pays fédéralistes ou qui du moins ont fait de fortes dévolutions de pouvoir aux entités régionales et locales. Toutefois, historiquement les jacobins ont au contraire défendu les communes. Le terme jacobinisme est donc couramment utilisé aujourd'hui, par glissement de sens, comme synonyme de centralisme (voir aussi parisianisme). Le juriste Francis-Paul Bénoit considère que cette association est un « faux sens historique ». En effet, si les jacobins sont principalement attachés à l’unité du peuple souverain, ils défendent également l’administration communale. Il s'agit donc d'une doctrine qui s'inscrit dans le contexte de la période révolutionnaire, et qui n'a aucun rapport avec des conception centralisatrices ultérieures à cette période.

## Analyse
De 1792 à 1794, des Jacobins ont exercé des fonctions de commandement et ont été parmi les artisans de la victoire contre les troupes étrangères. Les Jacobins ont pu dominer politiquement le pays seulement non pas parce qu’ils avaient une idéologie clairement définie, mais parce qu'ils ont su mobiliser les masses et un réseau d'affiliation particulièrement dense, d'une efficacité redoutable en matière de correspondance, répondant ainsi aux besoins du moment. Si Robespierre est associé à une forme d'incarnation du "jacobinisme", il faut relever qu'il ne fut qu'une figure importante parmi d'autres.
Notons les contrastes entre les principes du "jacobinisme" et ses actes. On parle souvent des Jacobins comme d’une minorité agissante, quelquefois fanatique qui utilise la Terreur (épurations, exécutions). Mais on loue tout autant leur héroïsme quand ils ont dû faire face aux forces coalisées et quand ils ont su les vaincre. Toute une série de paradoxes jalonnent l’histoire du jacobinisme.
Politiquement, ce sont des démocrates, ils comprennent la nécessité d’une révolution politique destinée à assurer à tous les hommes un régime, dont la charte s’inscrit dans la Déclaration des Droits de l'Homme et du Citoyen et que résume le slogan Liberté-Égalité-Fraternité (la notion de fraternité étant par ailleurs très présente dans les procès-verbaux de délibérations des clubs), tout en demandant procès et parfois exécutions de nombre de leurs adversaires politiques. Du reste, la lutte entre Girondins et Montagnards n'était pas un combat entre révolutionnaires et contre-révolutionnaires, mais entre républicains et révolutionnaires ne partageant pas les mêmes alternatives politiques. En 1789, les Jacobins étaient favorables à la monarchie constitutionnelle, en 1793 ils étaient devenus des républicains fervents. Le Club est souvent (mais pas toujours) à l’avant-garde politique même si le personnel politique jacobin change. Les Jacobins de l’An II ont pour référence Rousseau, Du contrat social et l’idée de démocratie directe.
Socialement, ils demeurent des démocrates bourgeois respectueux de la propriété (même en l’an II, leur composition sociale restera essentiellement bourgeoise et artisanale). Ils désirent par-dessus tout l’établissement de la petite propriété, ils refusent la loi agraire, mais ils condamnent tout autant la très grande propriété regardée comme étant un facteur d’oppression. Ils sont ardemment patriotes, considèrent la Patrie comme la Terre de la liberté que l’on doit défendre si elle est attaquée.

### Contradictions internes
Il est vrai cependant que l’histoire du jacobinisme est aussi l’histoire des scrutins épuratoires. On a souvent défini le Club comme une sorte d’inquisition prompte à éliminer au nom d'un conformisme politique, voire d'une forme d’orthodoxie. En effet, l’aggravation des périls intérieurs et extérieurs, la violence des convulsions économiques montrent aux Jacobins la nécessité de l'unité, tout esprit de parti, de "faction", étant perçu comme une menace et une forme de refus de l'intérêt général.
Les épurations ou régénérations ponctueront la vie des réseaux jacobins, en frappant tantôt à droite, tantôt à gauche, et selon des modes opératoires différents en fonction des sociétés. Les séances peuvent entre chahutées entre dénonciateurs et dénoncés, partisans des premiers et soutiens des suspects, ou entre "radicaux" et "modérés". Dénonciations qui peuvent aboutir à des prémices de procès en interne, puis à des procédures pénales et aux exécutions. Les réseaux de sociétés affiliées ont exercé une pression sur la Convention et les autres corps constitués, mais également une influence majeure sur l’ensemble de l’opinion révolutionnaire.
Les principes jacobins impliquent une forme d'exaltation patriotique, une volonté de sacrifice individuel au service du bonheur commun, placé au-dessus des intérêts individuels (la vertu).
Beaucoup d’auteurs contre-révolutionnaires ont oublié les principes jacobins pour ne voir dans le jacobinisme qu’une vaste machine à épurer. Pour eux, les Jacobins ne sont rien plus qu’une oligarchie militante substituée au peuple et parlant en son nom. Ils constituent le temple d’une orthodoxie où l’unité et l’unanimité sont de mise. Personne n’est à l’abri du soupçon et de l’épuration.
D’autres historiens, les chercheurs, ont au contraire mis en évidence la complexité du "jacobinisme" et le rôle prépondérant de ces clubistes qui ont considérablement contribué à diffuser les principes nouveaux et à défendre la Patrie.
Ces deux versions opposées du jacobinisme montrent à quel point il est difficile d’avoir une vision impartiale du problème.
Ce corpus n’est pas sans contradiction comme le montre Claude Mazauric dans le Dictionnaire de la Révolution, contradiction qui est responsable en partie de son échec. Sur le plan économique notamment, contradiction entre sa volonté de favoriser l’accès à la propriété pour le plus grand nombre et le respect de la propriété privée. Contradiction entre sa volonté de préserver une certaine liberté de commerce et le besoin momentané de la taxation.
Les oppositions dans le peuple viennent d’une certaine déception sociale. La pensée jacobine était modérée si on la compare à certains mouvements comme les Hébertistes ou les Enragés qui sont indéniablement plus près du petit peuple.
Entre la Réaction thermidorienne et les préliminaires de la Révolution de 1848, le jacobinisme a pratiquement cessé d’exister. Les jacobins durant les monarchies censitaires demeurent des conspirateurs, ils ne sont pas légaux. Ils prendront part à la révolution de 1848, comme ils ont pris part à toutes les insurrections de 1830 à la seconde République. Le jacobinisme est passé rapidement dans l’héritage républicain par l’intermédiaire d’un ancien ami de Babeuf, Buonarroti qui a publié en 1828 un livre sur la Conjuration des Égaux qui fut la bible des républicains révolutionnaires (comme Blanqui, Raspail, Louis Blanc, etc.). Le jacobinisme a mauvaise presse chez les historiens libéraux de la Restauration, qui sont aussi, tels Guizot ou Thiers, les hommes politiques du régime de Juillet.

### Héritage
1793 et le jacobinisme représentent pour les contre-révolutionnaires le souvenir d’une atteinte à la propriété. La peur des « Rouges » pendant la seconde République est significative. À l’Assemblée, des débats très vifs ont opposé Tocqueville, un libéral, et Ledru-Rollin, un radical, sur ce qu’il faut prendre comme héritage de la Révolution française. Le premier se limite à l’héritage de 1789, le second revendique celui de 1793 et donc le jacobinisme. Cette peur des « Rouges » et du jacobinisme associé à la Terreur va amener les libéraux à se rapprocher de Bonaparte.
Toute la vie politique au XIXe siècle est marquée par ces oppositions, les politiques sont obsédés par la Révolution. La peur de la « dictature jacobine » va renaître encore lors de la Commune de Paris de 1871 réprimée dans le sang. Mais l’héritage jacobin va passer dans le patrimoine de la Troisième République débarrassée cependant du sang et de la violence, jacobinisme consensuel indispensable pour fonder la République en ralliant les Orléanistes.
Le 29 janvier 1891, Georges Clemenceau met tout le monde d’accord en considérant la Révolution comme un bloc, le jacobinisme fait donc partie intégrante de l’héritage révolutionnaire (« La révolution est un bloc dont on ne peut rien distraire » prononcé lors d’un discours au Parlement).
Aujourd’hui encore, existe toujours cette dissociation 1789-1793, puisque le jacobinisme s’est encore inscrit dans les enjeux idéologiques du XXe siècle (la révolution russe par exemple, dont les auteurs se sont inspirés, du moins en partie, de la tradition jacobine). Certains auteurs ont vu le pouvoir jacobin dans les structures politiques qu’elle mit en place. Le jacobinisme, pour eux, se trouve à l’origine des États totalitaires.
Le jacobinisme se situe donc au centre d’un débat idéologique, qui n’a pas cessé depuis bientôt deux siècles. Il est le premier Parti constitué (ses membres cotisent, ses leaders sont puissants dans l’opinion, et il a un programme) et une force politique de premier ordre durant la Révolution. C’est pour cela qu’il a marqué les mémoires et qu’il reste aujourd’hui encore un objet de polémique. Il est révélateur que, lors du bicentenaire de la Révolution, la France ait fêté avec tant d’éclat 1789, mais pas les événements de 1793, où les Jacobins ont joué un si grand rôle.
De nos jours, d'après François Furet, la tradition jacobine peut plaire aux gaullistes, aux communistes et à la tendance jacobine existant à l'intérieur du Parti socialiste (par opposition à la "deuxième gauche". Dans son article sur le jacobinisme, François Furet écrivait cette définition en 1992, c'est-à-dire à une époque où Jean-Pierre Chevènement était encore membre du Parti socialiste : « L’élasticité sémantique du terme, dans la politique française de cette fin du XXe siècle, témoigne de ce travail du temps. Jacobinisme ou jacobin peuvent y désigner, selon les cas, des prédilections très diverses : l’indivisibilité de la souveraineté nationale, la vocation de l’État à transformer la société, la centralisation gouvernementale et administrative, l’égalité des citoyens garantie par l’uniformité de la législation, la régénération des hommes par l’école républicaine, ou simplement le goût sourcilleux de l’indépendance nationale. Dans cette nébuleuse de sens domine toujours la figure centrale de l’autorité publique souveraine et indivisible, dominant la société civile ; ce qui est après tout un paradoxe, s’il est vrai que l’histoire du club des Jacobins est celle d’une incessante usurpation sur la Convention, régulièrement investie de la souveraineté du peuple par l’élection de septembre 1792. Mais ce paradoxe – outre qu’il en dit peut-être long sur la faiblesse de la tradition juridique en France et sur la tyrannie vague des souvenirs historiques – exprime aussi au bout de deux siècles une espèce d’embourgeoisement du jacobinisme, passé de l’état de patrimoine révolutionnaire au statut de propriété nationale. Parvenu à ce stade éminent de dignité historique, le concept a perdu tout caractère subversif et aussi, comme on l’a vu, tout sens précis ; mais en évoquant dans les mentalités les vertus d’un État fort, porteur du progrès et figure imprescriptible de la nation, il permet de joindre sa tradition à celle qui l’a précédée et à celle qui l’a suivie, et de recoudre ce que la Révolution avait déchiré : formant un pont entre l’ancienne monarchie et l’État napoléonien, la tradition jacobine retrouve un air de famille. Si bien qu’elle peut aussi faire une place à la droite et diviser la gauche ; plaire aux gaullistes comme aux communistes, et tracer une ligne de démarcation à l’intérieur du parti socialiste ».
Pierre Rosanvallon estime que le jacobinisme, qui s'est traduit au cours de la Révolution française, avec la loi Le Chapelier (1791), par le rejet des corps intermédiaires, se manifeste aujourd'hui dans la vie politique française par une « culture de la généralité » constamment activée dans les discours politiques. La recherche du meilleur régime politique passe par une volonté d'encadrer les particularités sous une même généralité. Cette caractéristique apparaît dans l'élaboration des lois.

## Les jacobins pour une langue commune des citoyens
La Révolution a justifié l'imposition d'une langue commune pour tous les citoyens par le principe de droits communs pour tous les citoyens. Cette langue commune a été le français, qui était déjà largement répandu comme langue d'échange sous la Royauté, au sein de l'aristocratie et de la bourgeoisie.
La tradition jacobine, qui favorise la primauté d'une langue véhiculaire commune à tous les citoyens, au nom d'une libération personnelle face aux pesanteurs socio-culturelles locales, est souvent définie à partir du rapport de Barère sur les idiomes étrangers et l’enseignement de la langue française présenté à la Convention nationale au nom du comité de salut public le 8 pluviôse an II (27 janvier 1794), même si celui-ci ne fait plus partie du club des Jacobins depuis la crise de rupture des feuillants et n'exprime pas une opinion propre aux seuls révolutionnaires jacobins. Dans ce discours, il appelle à populariser la langue française : « Le fédéralisme et la superstition parlent bas-breton ; l'émigration et la haine de la République parlent allemand ; la contre-révolution parle l'italien, et le fanatisme parle le basque. Cassons ces instruments de dommage et d'erreur. ».

## Les jacobins des pays d'Europe, et aux Amériques
Dans nombre de pays d'Europe, des réseaux reprenant les méthodes et le nom des Jacobins s'organisent, pour acquérir la liberté politique et de conscience, la fin de la domination de l'aristocratie, la garantie d'une constitution basée sur le peuple souverain. C'est le cas en Italie, en Pologne, en Allemagne, en Belgique, en Angleterre et en Irlande, aux Pays-Bas, en Suisse, en Autriche-Hongrie, dans l'Empire ottoman. Ce mouvement s'appuie sur la Révolution française, les occupations militaires venant des guerres de défenses de la Révolution, et les républiques-sœurs. Il est en même temps entravé par le Directoire, le Consulat et le bonapartisme. En prolongement de ces réseaux, ou en écho à ce qui est rapporté de la Révolution française, des groupes se constituent aux États-Unis, aux Caraïbes, au Brésil.
Il est important de noter que les activistes favorables à la révolution ou aux réformes en dehors de la France avaient peu de points communs avec le jacobinisme français de 1793-1794. Bien qu'ils soient souvent désignés dans l'historiographie comme des « jacobins », la majorité d'entre eux ne peuvent, selon les critères établis par Robespierre pour une attitude conforme à la volonté générale, être considérés comme tels. Parmi les rares exceptions, on peut citer Jacques Grenus, de Genève, et Joseph-Antoine Rengguer, de la Principauté épiscopale de Bâle ou de la République rauracienne, respectivement. Ils ont rassemblé des partisans dans leurs régions, ont adopté des positions robespierristes et ont milité en faveur de l'adhésion à la France.

### Sources primaires
- Alphonse Aulard, La Société des Jacobins : recueil de documents pour l'histoire du club des Jacobins de Paris, Paris, Librairie Jouaust / Librairie Noblet / Maison Quantin  — édité en plusieurs volumes :
  - 1789-1790, t. Ier, 1889, CXXVI-494 p. (lire en ligne) ;
  - Janvier à juillet 1791, t. II, 1891, VII-634 p. (lire en ligne) ;
  - Juillet 1791 à juin 1792, t. III, 1892, 713 p. (lire en ligne).
  - Juin 1792 à janvier 1793, t. IV, 1892, III-709 p. (lire en ligne).
  - Janvier 1793 à mars 1794, t. V, 1895, I-711 p. (lire en ligne).
  - Mars à novembre 1794, t. VI, 1897, 805 p. (lire en ligne).